# Independent Spirit Award per la miglior attrice non protagonista
L'Independent Spirit Award per la miglior attrice non protagonista (Independent Spirit Award for Best Supporting Female) è stato un premio cinematografico statunitense assegnato annualmente dal 1988 dall'organizzazione non-profit IFP/West (ridenominata dal 2005 Film Independent) alla miglior attrice non protagonista di un film indipendente statunitense.
Nessuna attrice ha ricevuto questo riconoscimento più di una volta.
Nel 2023, è stato annunciato che le quattro categorie di recitazione sarebbero state ritirate e sostituite con due categorie neutrali: migliore interpretazione protagonista e migliore interpretazione non protagonista.

## Vincitori e candidati
I vincitori sono indicati in grassetto, a seguire gli altri candidati.

### Anni 1980
- 1988: Anjelica Huston - The Dead - Gente di Dublino (The Dead)
  - Karen Allen - Lo zoo di vetro (The Glass Menagerie)
  - Martha Plimpton - I diffidenti (Shy People)
  - Kathy Baker - Street Smart - Per le strade di New York (Street Smart)
  - Ann Sothern - Le balene d'agosto (The Whales of August)
- 1989: Rosanna DeSoto - La forza della volontà (Stand and Deliver) 
  - Deborah Harry - Grasso è bello (Hairspray)
  - Bonnie Bedelia - Il principe di Pennsylvania (The Prince of Pennsylvania)
  - Amy Madigan - Il principe di Pennsylvania (The Prince of Pennsylvania)
  - Patti Yasutake - The Wash

### Anni 1990
- 1990: Laura San Giacomo - Sesso, bugie e videotape (Sex, Lies, and Videotape) 
  - Heather Graham - Drugstore Cowboy
  - Mare Winningham - Soluzione finale (Miracle Mile)
  - Mary Woronov - Scene di lotta di classe a Beverly Hills (Scenes from the Class Struggle in Beverly Hills)
  - Bridget Fonda - Shag l'ultima follia (Shag)
- 1991: Sheryl Lee Ralph - To Sleep with Anger
  - Tracy Arnold - Henry, pioggia di sangue (Henry: Portrait of a Serial Killer)
  - Tisha Campbell - House Party
  - A. J. Johnson - House Party
  - Ethel Ayler - To Sleep with Anger
- 1992: Diane Ladd - Rosa Scompiglio e i suoi amanti ( Rambling Rose)
  - Sheila McCarthy - Gli angeli volano basso (Bright Angel)
  - Mary B. Ward - I migliori del Bronx (Hangin' with the Homeboys)
  - Emma Thompson - Chopin amore mio (Impromptu)
  - Deirdre O'Connell - Pastime
- 1993: Alfre Woodard - Amori e amicizie (Passion Fish)
  - Brooke Adams - Gas, Food Lodging
  - Danitra Vance- Jumpin' at the Boneyard
  - Sara Gilbert - La mia peggiore amica (Poison Ivy)
  - Karen Sillas - Uomini semplici (Simple Men)
- 1994: Lili Taylor - Verso il paradiso (Household Saints)
  - Lucinda Jenney - American Heart
  - Lara Flynn Boyle - Equinox
  - Ah Lei Gua - Il banchetto di nozze (Hsi yen)
  - Julianne Moore - America oggi (Short Cuts)
- 1995: Dianne Wiest - Pallottole su Broadway (Bullets Over Broadway) 
  - Kelly Lynch - Scelte proibite (The Beans of Egypt, Maine)
  - V.S. Brodie - Go Fish
  - Carla Gallo - Spanking the Monkey
  - Brooke Smith - Vanya sulla 42esima strada (Vanya on 42nd Street)
- 1996: Mare Winningham - Georgia
  - Celia Weston - Dead Man Walking - Condannato a morte (Dead Man Walking)
  - Chloë Sevigny - Kids
  - Vanessa Redgrave - Little Odessa
  - Jennifer Lopez - Mi familia (My Family)
- 1997: Elizabeth Peña - Stella solitaria (Lone Star) 
  - Lily Tomlin - Amori e disastri (Flirting with Disaster)
  - Lili Taylor - Ragazze di città (Girls Town)
  - Mary Kay Place - Manny & Lo
  - Queen Latifah - Set It Off - Farsi notare
- 1998: Debbi Morgan - La baia di Eva (Eve's Bayou)
  - Farrah Fawcett - L'apostolo (The Apostle)
  - Miranda Richardson - L'apostolo (The Apostle)
  - Amy Madigan - Prove d'accusa (Loved)
  - Patricia Richardson - L'oro di Ulisse (Ulee's Gold)
- 1999: Lynn Redgrave - Demoni e dei (Gods and Monsters) 
  - Stockard Channing - The Baby Dance
  - Patricia Clarkson - High Art
  - Lisa Kudrow - The Opposite of Sex - L'esatto contrario del sesso (The Opposite of Sex)
  - Joely Richardson - Under Heaven

### Anni 2000
- 2000: Chloë Sevigny - Boys Don't Cry
  - Sarah Polley - Go - Una notte da dimenticare (Go)
  - Jean Smart - Guinevere
  - Barbara Barrie - Judy Berlin
  - Vanessa Martinez - Limbo
- 2001: Zhang Ziyi - La tigre e il dragone (Wo hu cang long) 
  - Lupe Ontiveros - Chuck & Buck
  - Marcia Gay Harden - Pollock
  - Jennifer Connelly - Requiem for a Dream
  - Pat Carroll - Songcatcher
- 2002: Carrie-Anne Moss - Memento
  - Summer Phoenix - The Believer
  - Tamara Tunie - Crime Shades (The Caveman's Valentine)
  - Davenia McFadden - Stranger Inside
  - Uma Thurman - Tape
- 2003: Emily Mortimer - Lovely & Amazing
  - Viola Davis - Antwone Fisher
  - Jacqueline Kim - Charlotte Sometimes
  - Juliette Lewis - Gli occhi della vita (Hysterical Blindness)
  - Julianne Nicholson - Tully
- 2004: Shohreh Aghdashloo - La casa di sabbia e nebbia (House of Sand and Fog)
  - Sarah Bolger - In America - Il sogno che non c'era (In America)
  - Frances McDormand - Laurel Canyon - Dritto in fondo al cuore (Laurel Canyon)
  - Patricia Clarkson - Schegge di April (Pieces of April)
  - Hope Davis - The Secret Lives of Dentists
- 2005: Virginia Madsen - Sideways - In viaggio con Jack (Sideways) 
  - Cate Blanchett - Coffee and Cigarettes
  - Yenny Paola Vega - Maria Full of Grace
  - Robin Simmons - Robbing Peter
  - Loretta Devine - Woman Thou Art Loosed
- 2006: Amy Adams - Junebug
  - Michelle Williams - I segreti di Brokeback Mountain (Brokeback Mountain
  - Maggie Gyllenhaal - Happy Endings
  - Robin Wright Penn - 9 vite da donna (Nine Lives)
  - Allison Janney - Our Very Own
- 2007: Frances McDormand - Friends with Money
  - Marcia Gay Harden - American Gun
  - Mary Beth Hurt - The Dead Girl
  - Melonie Diaz - Guida per riconoscere i tuoi santi (A Guide to Recognizing Your Saints)
  - Amber Tamblyn - Stephanie Daley
- 2008: Cate Blanchett - Io non sono qui (I'm Not There)
  - Marisa Tomei - Onora il padre e la madre (Before the Devil Knows You're Dead)
  - Tamara Podemski - Four Sheets to the Wind
  - Jennifer Jason Leigh - Il matrimonio di mia sorella (Margot at the Wedding)
  - Anna Kendrick - Rocket Science
- 2009: Penélope Cruz – Vicky Cristina Barcelona
  - Rosemarie DeWitt – Rachel sta per sposarsi (Rachel Getting Married)
  - Rosie Perez – The Take - Falso indiziato (The Take)
  - Misty Upham – Frozen River - Fiume di ghiaccio (Frozen River)
  - Debra Winger – Rachel sta per sposarsi (Rachel Getting Married)

### Anni 2010
- 2010: Mo'Nique - Precious
  - Dina Korzun - Cold Souls
  - Samantha Morton - Oltre le regole - The Messenger (The Messenger)
  - Natalie Press - Fifty Dead Men Walking
  - Mia Wasikowska - That Evening Sun
- 2011[4]: Dale Dickey - Un gelido inverno (Winter's Bone)
  - Ashley Bell - L'ultimo esorcismo (The Last Exorcism)
  - Allison Janney - Perdona e dimentica (Life During Wartime)
  - Daphne Rubin-Vega - Jack Goes Boating
  - Naomi Watts - Mother and Child
- 2012[5]: Shailene Woodley - Paradiso amaro (The Descendants)
  - Jessica Chastain - Take Shelter
  - Anjelica Huston - 50 e 50 (50/50)
  - Janet McTeer - Albert Nobbs
  - Harmony Santana - Gun Hill Road
- 2013[6]: Helen Hunt - The Sessions - Gli incontri (The Sessions)
  - Rosemarie DeWitt - Your Sister's Sister
  - Ann Dowd - Compliance
  - Brit Marling - Sound of My Voice
  - Lorraine Toussaint - Middle of Nowhere
- 2014[7]: Lupita Nyong'o - 12 anni schiavo (12 Years a Slave)
  - Melonie Diaz - Prossima fermata Fruitvale Station (Fruitvale Station)
  - Sally Hawkins - Blue Jasmine
  - Yolanda Ross - Go for Sisters
  - June Squibb - Nebraska
- 2015[8]: Patricia Arquette - Boyhood
  - Jessica Chastain - 1981: Indagine a New York (A Most Violent Year)
  - Carmen Ejogo - Selma - La strada per la libertà (Selma)
  - Emma Stone - Birdman
  - Andrea Suarez Paz - Stand Clear of the Closing Doors
- 2016[9]: Mya Taylor – Tangerine
  - Cynthia Nixon – James White
  - Jennifer Jason Leigh – Anomalisa
  - Marin Ireland – Glass Chin
  - Robin Bartlett – H.

- 2017[10]: Molly Shannon – Other People
  - Edwina Findley – Free in Deed
  - Paulina García – Little Men
  - Lily Gladstone – Certain Women
  - Riley Keough – American Honey

- 2018[11]: Allison Janney - Tonya (I, Tonya)
  - Holly Hunter - The Big Sick - Il matrimonio si può evitare... l'amore no (The Big Sick)
  - Laurie Metcalf - Lady Bird
  - Lois Smith - Marjorie Prime
  - Taliah Lennice Webster - Good Time

- 2019[12]: Regina King - Se la strada potesse parlare (If Beale Street Could Talk)
  - Kayli Carter - Private Life
  - Tyne Daly - A Bread Factory
  - Thomasin McKenzie - Senza lasciare traccia (Leave No Trace)
  - J. Smith-Cameron - Nancy

### Anni 2020
- 2020[13]: Zhao Shuzhen - The Farewell - Una bugia buona (The Farewell)
  - Jennifer Lopez - Le ragazze di Wall Street - Business Is Business (Hustlers)
  - Taylor Russell - Waves - Le onde della vita (Waves)
  - Lauren Spencer - Give Me Liberty
  - Octavia Spencer - Luce
- 2021[14]: Han Ye-ri - Minari
  - Alexis Chikaeze - Miss Juneteenth
  - Valerie Mahaffey - Fuga a Parigi (French Exit)
  - Talia Ryder - Mai raramente a volte sempre (Never Rarely Sometimes Always)
  - Yoon Yeo-jeong - Minari
- 2022[15]: Ruth Negga - Due donne - Passing (Passing)
  - Jessie Buckley - La figlia oscura (The Lost Daughter)
  - Amy Forsyth - The Novice
  - Revika Reustle - Pleasure
  - Suzanna Son - Red Rocket